# Xã West Heron Lake, Quận Jackson, Minnesota
Xã West Heron Lake (tiếng Anh: West Heron Lake Township) là một xã thuộc quận Jackson, tiểu bang Minnesota, Hoa Kỳ. Năm 2010, dân số của xã này là 181 người.